# Timor oriental
Timor-Leste
Pour les articles homonymes, voir Timor (homonymie).
République démocratique du
Timor oriental
(pt) República Democrática de Timor-Leste 
(tet) Repúblika Demokrátika Timór-Leste 
Le Timor oriental ou Timor-Leste, en forme longue la république démocratique du Timor oriental ou république démocratique du Timor-Leste (en portugais : Timor-Leste et República Democrática de Timor-Leste, en tétoum : Timor Lorosa'e et Repúblika Demokrátika Timór-Leste), est un pays d'Asie du Sud-Est, également reconnu comme un pays d’Océanie. Il est constitué de la moitié orientale de l'île de Timor – d'où son nom – et de l'Oecusse, une enclave située dans la partie occidentale de cette île de la Sonde, ainsi que des îles d'Atauro et Jaco. Sa capitale est Dili et sa monnaie le dollar américain. 
L'autre partie de l'île ou Timor occidental est sous souveraineté indonésienne. 
Colonie portugaise durant près de quatre siècles, elle gagne son indépendance le 28 novembre 1975 après la révolution des Œillets. Moins d'un mois plus tard, la partie orientale de l'île est envahie par l'armée indonésienne le 7 décembre, puis annexée unilatéralement en 1976. Cette annexion ne fut jamais reconnue par l'ONU, laquelle organisa un référendum d'autodétermination en août 1999 qui conduisit à la pleine indépendance du Timor oriental en 2002, après une période de massacres à grande échelle et de saccage systématique des grandes villes par l'armée indonésienne,.
Le Timor oriental et les Philippines sont les seuls pays en Asie du Sud-Est où le catholicisme est la religion dominante. Les langues officielles du pays sont le portugais et le tétoum. L'indonésien et l'anglais sont également reconnues dans la constitution comme langue de travail, sans avoir le statut de langue officielle.

## Géographie

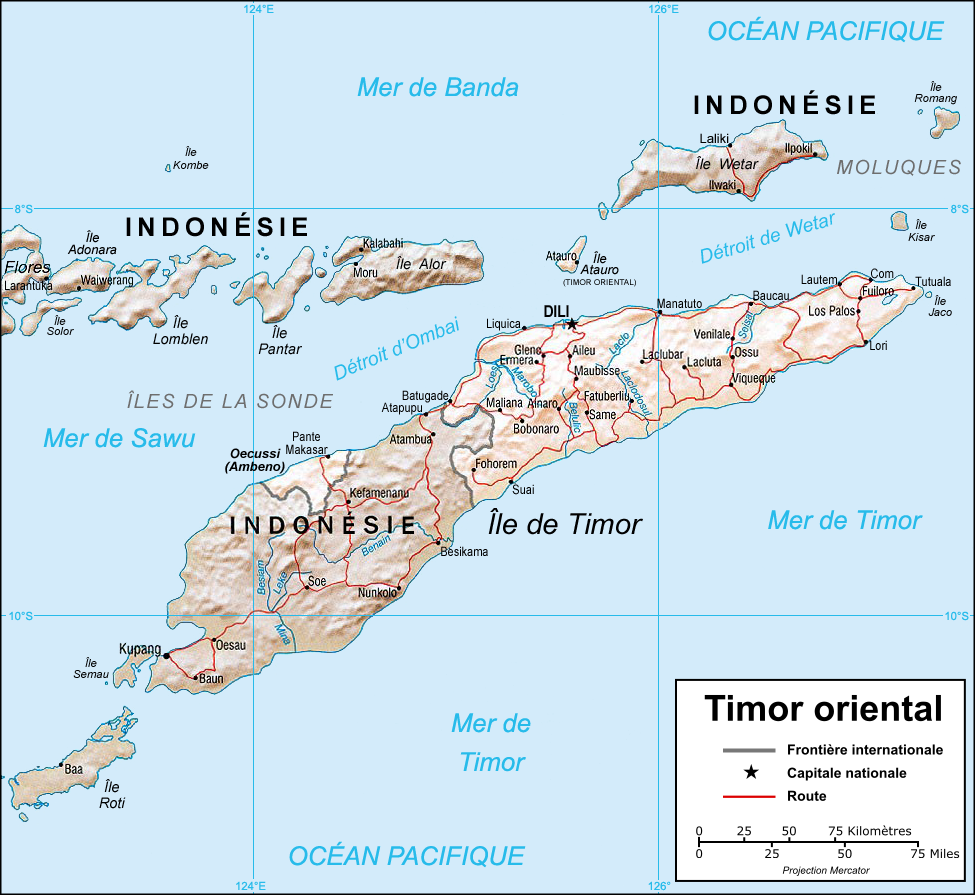
Carte politique du Timor oriental.

Le Timor oriental est situé pour sa majeure partie sur la moitié est de l'île de Timor, la plus grande des petites îles de la Sonde. L'île mesure 30 777 km2 ; le Timor oriental en occupe environ 15 000 km2.
Les détroits d'Ombai et de Wetar séparent le nord de l'île du reste de l'archipel de la Sonde. Au sud, la mer de Timor sépare le Timor de l'Australie. À l'ouest se trouve la province indonésienne des petites îles de la Sonde orientales. À l'est, les îles Leti se situent dans la province des Moluques et font partie du Kabupaten des Moluques du Sud-Ouest.
Le pays est assez montagneux. Le point culminant du Timor oriental est le mont Tatamailau (2 963 m).
Le climat du pays est tropical et généralement chaud et humide, caractérisé par une saison sèche et une saison humide. En raison d'effets de versants, la façade méridionale a une saison sèche plus courte et un cumul de précipitations plus élevé.
Dili, la capitale du pays, en est également la plus grande ville et le port principal. La deuxième ville est Baucau, à l'est de l'île. Dili possède l'un des deux aéroports internationaux du Timor oriental, l'autre étant l'aéroport Xanana Gusmão à Suai.
Le Timor oriental exploite conjointement avec l'Australie un gisement pétrolier offshore situé à cheval sur leur frontière maritime, dont le tracé a longtemps été problématique.

## Environnement, patrimoine naturel

### Relief montagneux
Le Timor oriental est majoritairement montagneux, avec des collines et des montagnes qui occupent une grande partie de son territoire. Le mont Tatamailau (ou mont Ramelau), qui culmine à environ 2 963 mètres, est le point le plus élevé. Les montagnes du pays sont en grande partie couvertes de forêts tropicales.

### Écosystèmes côtiers et mangroves
Les zones côtières, incluant des plages, des estuaires et des mangroves, jouent un rôle écologique important. Les mangroves servent de zone de reproduction pour plusieurs espèces et protègent les côtes contre l'érosion. Elles constituent également un habitat pour diverses espèces d'oiseaux et d'animaux marins.

### Biodiversité marine
Les eaux autour du Timor oriental, comme celles de la mer de Timor et de la mer de Banda, sont connues pour leurs récifs coralliens. Ces zones abritent une grande diversité d'espèces marines, telles que des poissons tropicaux, des tortues, des dauphins et des baleines, et sont également importantes pour la pêche locale.

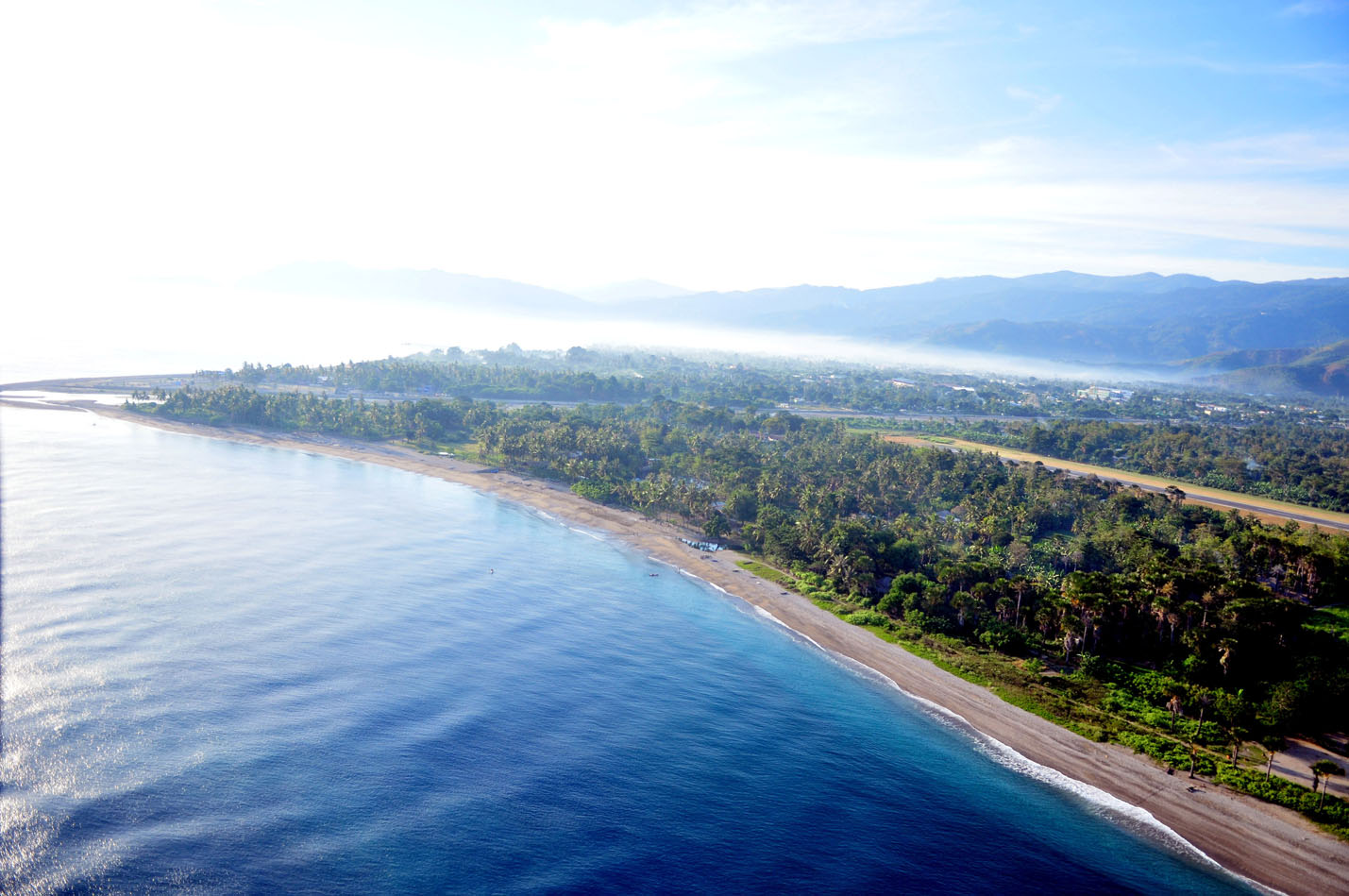
Côte à Dili.
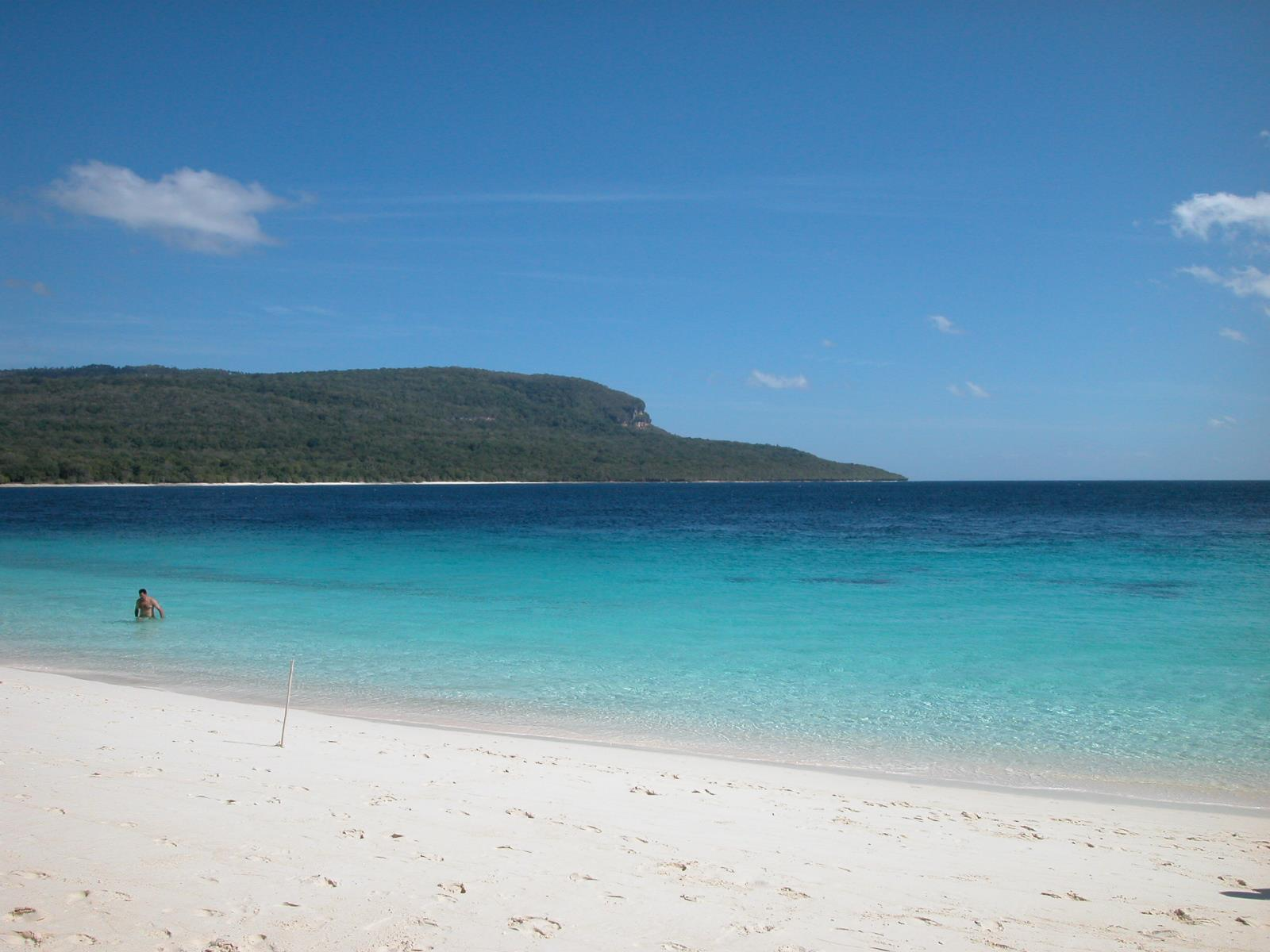
Ile de Jaco, Lautém, Timor oriental.
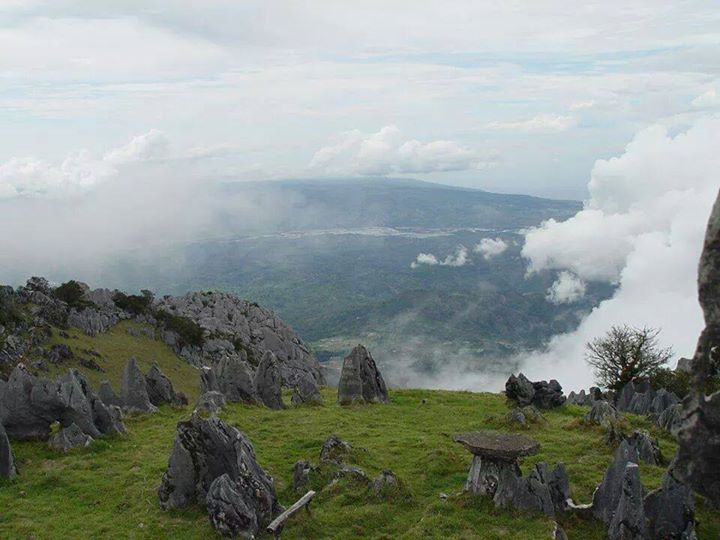
Matebian, Baucau, Timor oriental.
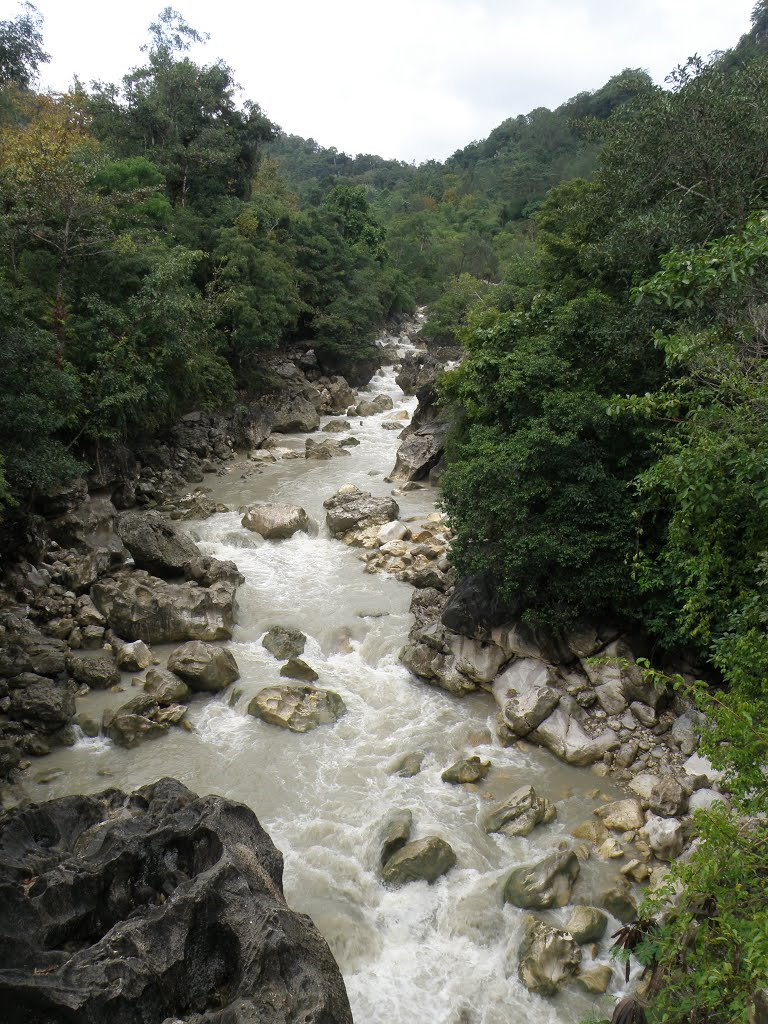
Loi-Huno, Viqueque, Timor oriental.
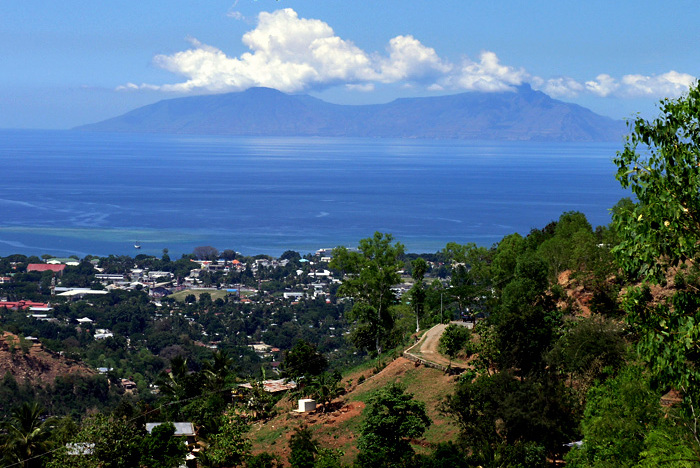
Dili et l'île Atauro.

## Risques météorologiques
L’île du Timor est située dans un couloir atmosphérique entre l’Inde et l’Australie. Cette position lui fait fréquemment subir des vents contraires, puissants, qui causent des cyclones et inondations. L’un des derniers cyclones, le cyclone Seroja, qui s’est produit en avril 2021, a causé la mort d'au moins 27 Timorais.

## Toponymie
L'usage majoritaire est d'écrire « Timor oriental » comme le font notamment la liste annexée à l'arrêté français du 4 novembre 1993 relatif à la terminologie des noms d'États et de capitales ou la recommandation concernant les noms d'États, d'habitants, de capitales, de sièges diplomatiques ou consulaires (liste établie par le ministère des affaires étrangères et européennes) de 2008, le Petit Robert des noms propres 2010 et le Dictionnaire Hachette 2010.
Le Petit Larousse 2010 écrit « Timor-Oriental » tandis que le groupe d'experts des Nations unies pour les noms géographiques (GENUNG) préconise Timor-Leste, non traduit.
Timor provient du malais et de l'indonésien timur, signifiant « est » ; donc Timor oriental signifie littéralement « est oriental ».

## Histoire
Colonie portugaise à partir de 1586, le Timor oriental est annexé par l'Indonésie en 1976. Plus de 200 000 personnes — le quart de la population — ont été tuées par l’armée indonésienne durant cette occupation. En 1999, dans un référendum organisé par l'Indonésie, la population de Timor oriental vote à 78,5 % pour une séparation d'avec l'Indonésie. Bien que suivi d'une période de massacres à grande échelle et du saccage systématique des grandes villes par l'armée indonésienne, le scrutin conduit à l'indépendance du Timor oriental le 20 mai 2002. Depuis, les relations entre les deux pays se sont largement améliorées.
Le Timor oriental, malgré ses propres difficultés financières, fait un don pour aider l'Indonésie suite au Tsunami de 2004, et en 2008, le président indonésien Susilo Bambang Yudhoyono fait part des regrets de son pays pour les actions commises contre la population du Timor oriental.
Dans un entretien avec le The Jakarta Post le 31 août 2015, le Premier ministre du Timor oriental, Rui Maria de Araújo, qui a passé 9 ans comme étudiant dans différentes universités d'Indonésie, considère que « la relation entre Timor Leste et l'Indonésie est excellente ».
L’île du Timor a été divisée en deux par la colonisation, avec à l’Ouest les Hollandais, et à l’Est les Portugais. De même divisée entre musulmans à l’Ouest et catholiques à l’Est. Avant les premières colonisations, le Timor n’est qu’une île de passages commerciaux entre l’Inde et la Chine. Elle est peuplée de quelques indigènes sur lesquels il n’y a que très peu d’écrits. Pendant des siècles, le Timor existe comme une seule île, puisque n’étant pas encore divisée par la colonisation entre l’Ouest et l’Est. L’île est alors réputée pour son bois de santal.

### Colonisation portugaise (1586-1975)

Blason du Timor oriental portugais (1935-1975).

Le Timor oriental devient une possession portugaise en 1586. Peu peuplée, cette partie de l’île est alors gérée par l’armée portugaise et l’Église catholique jusqu’à ce qu’un gouverneur soit nommé par le Portugal en 1702. Le Timor Oriental connaît ensuite différents rattachements administratifs, toujours sous la gouvernance portugaise, notamment Goa et Macao au XIXe siècle. Enfin, elle devient, aux yeux du Portugal, une province à part entière en 1896, une province d’outre-mer en 1951, puis une région d’outre-mer en 1972.
Le Portugal souhaite garder son Empire colonial et ne décide de commencer une partie de la décolonisation que sous l’impulsion d’un changement politique au Portugal, dû à la révolution des Œillets. En mai 1975, les autorités portugaises présentent un projet en ce sens aux principales organisations politiques du Timor oriental. Le 17 juillet 1975, le Portugal procède au début de la décolonisation du Timor oriental en le dotant d'un statut différent, reconnaissant notamment l’annexion vieille de presque 400 ans. En octobre 1975, le Parlement portugais fait savoir que la souveraineté portugaise sur le Timor oriental prendrait fin en 1978. Cependant, le pays est en proie à des difficultés économiques et repousse l’indépendance qu’il juge incapable d’organiser. Dans le même temps, le Portugal se désengage de facto progressivement des affaires est-timoraises, comme en témoigne l'absence de réaction de son gouvernement à différents troubles qui touchent la région pendant l'été 1975.
Les deux partis politiques phares du Timor oriental, le FRETILIN et l’UDT, combattent alors l’occupation portugaise, sans s'accorder sur la manière avec laquelle sortir de la colonisation. Pour le FRETILIN, Front révolutionnaire du Timor Est indépendant, le Timor oriental doit devenir un État indépendant, capable de s’émanciper de lui-même. Pour l’UDT, Union démocratique du Timor oriental, le pays doit être indépendant du Portugal afin de rejoindre l’Indonésie. Cette volonté unanime de se défaire de l’occupant portugais chez les deux partis phares provoque la décolonisation par le Portugal, mais cela se fait au profit de la colonisation indonésienne. En effet, le FRETILIN proclame la « république démocratique du Timor Oriental » le 28 novembre 1975, mais l'UDT, notamment soutenu par l’Indonésie et les États-Unis, proclame l’intégration à l'Indonésie le 30 novembre 1975.
Il s’agît là de la fin de la colonisation portugaise et le début de la république démocratique du Timor oriental.
En décembre 1975, l’Indonésie annexe militairement la nouvelle république du Timor oriental, justifiant cette action comme étant la mise en place d’un processus de décolonisation, dont le Portugal est incapable. Le Timor oriental devient, dès lors, une province indonésienne. Pour sa part, le Portugal dénonce l'intervention de l'Indonésie, et rompt les relations diplomatiques avec le nouvel occupant du Timor Oriental.

### Colonisation indonésienne (1975-2002)

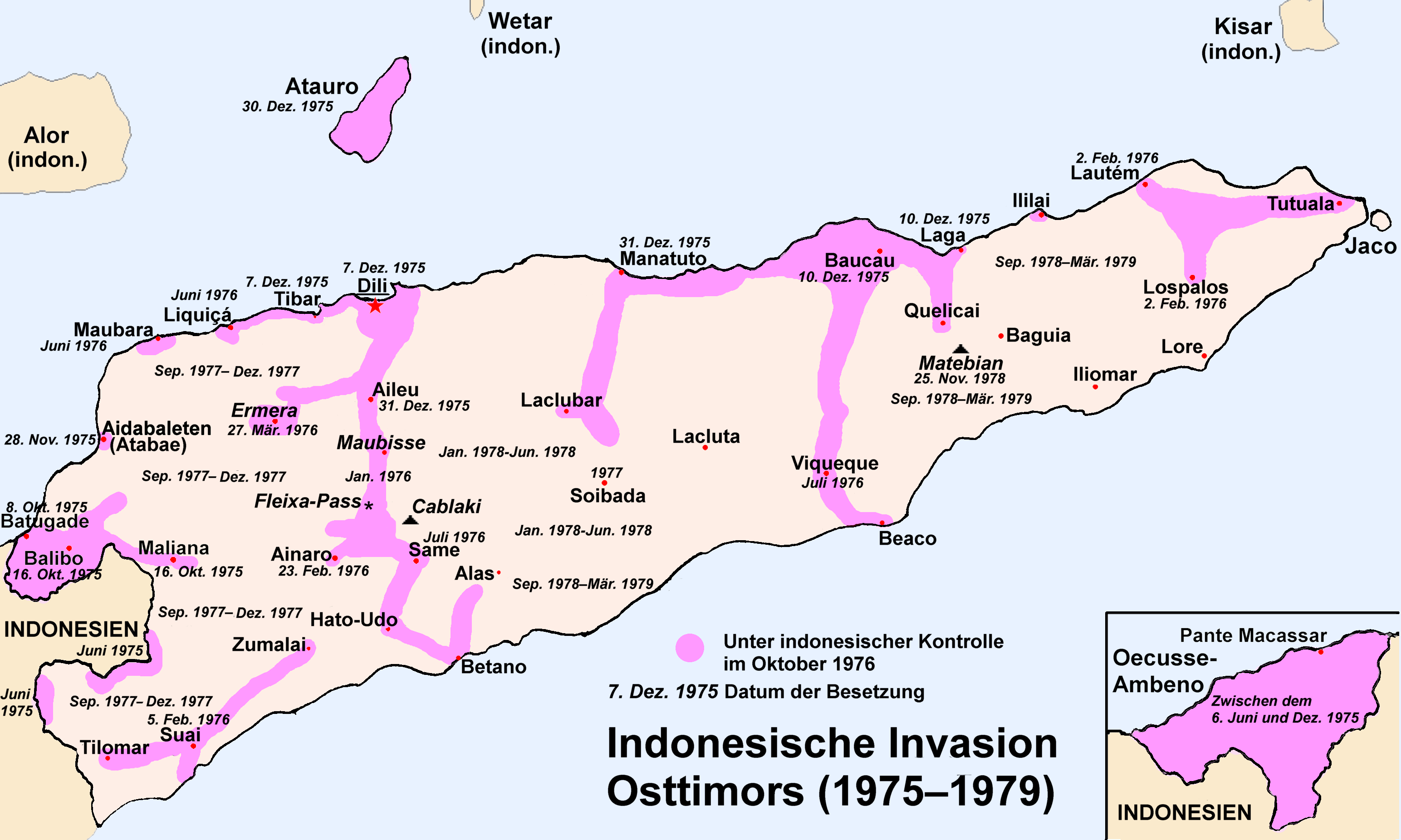
Carte de l'invasion indonésienne.

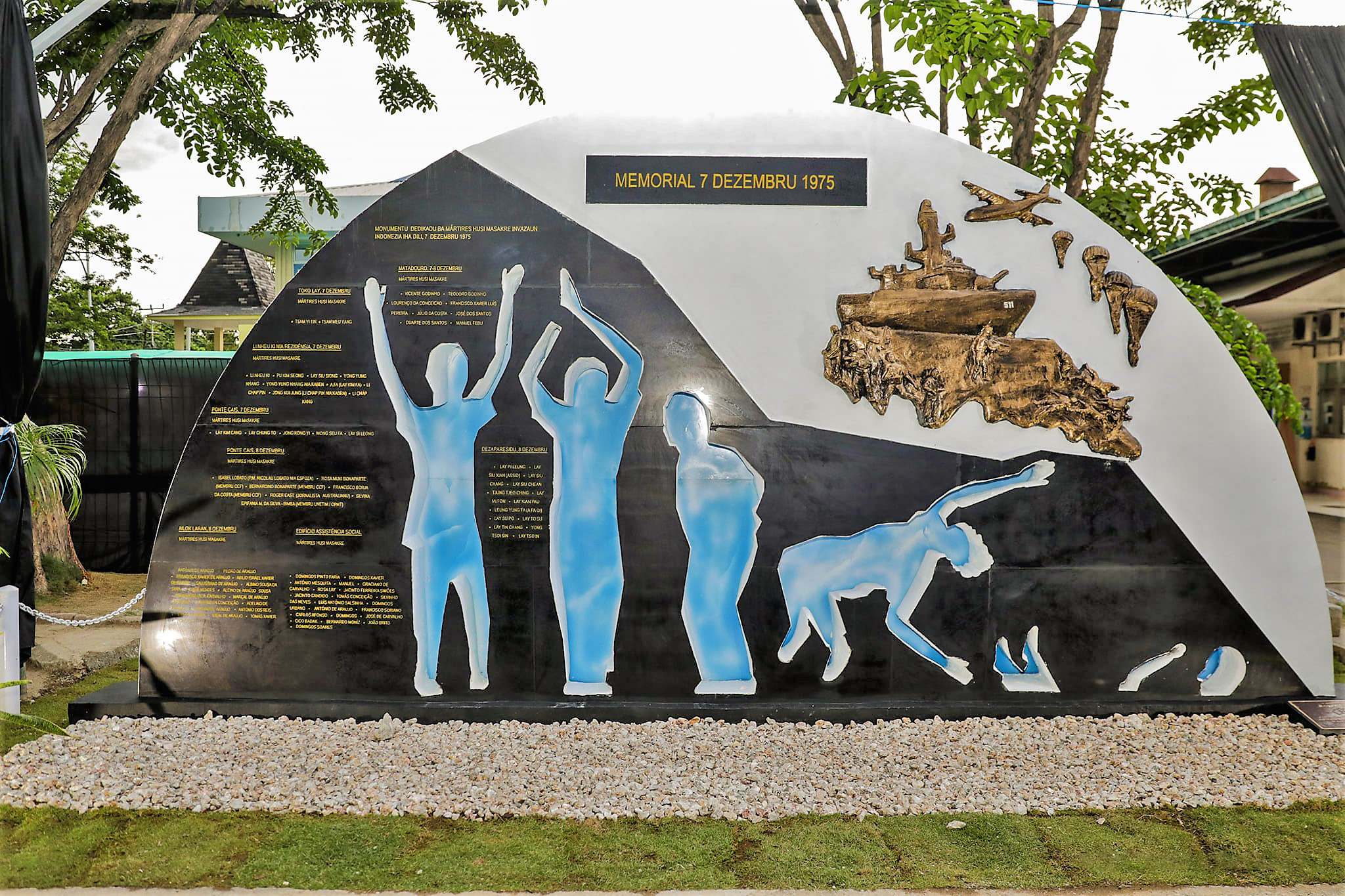
Mémorial aux victimes de l'invasion du 7 décembre 1975.

L'Indonésie intervient militairement au Timor oriental le 7 décembre 1975.
Elle procède à ce qu’elle qualifie elle-même d’« autodétermination à l'indonésienne ».
L’Indonésie justifie cette intervention militaire comme étant la volonté de la majorité du peuple timorais.
Le nouvel occupant établit alors une Assemblée populaire au sein du Timor oriental, très partiale, qui demande officiellement l'intégration à l’Indonésie le 31 mai 1976. L’ONU ne soutient pas cette prise de décision, mais ne la condamne pas non plus. Enfin, au nom de la loi indonésienne, le Timor oriental est considéré comme la 27e province de l’État à partir du 17 juillet 1976.
Le FRETILIN présente l'intégration à l'Indonésie sans indépendance préalable comme du colonialisme et non comme une décolonisation, et réclame donc une libre autodétermination. La résistance, au départ portée par le FRETILIN, est ensuite rejointe par l’UDT.
L’UDT dénonce les répressions indonésiennes, comme celles de 1978, et se défait politiquement de l’Indonésie. Dans ce même sens, l’UDT proclame la république démocratique du Timor en 1982, et met en place un Conseil révolutionnaire de résistance nationale cette même année.
La situation commence à s’envenimer, la « décolonisation indonésienne » se transformant en une nouvelle colonisation.
Les manifestations populaires sont alors de plus en plus fréquentes dans les années 1980.
Une résistance armée se met en place, sous les ordres du FRETILIN, ce qui transforme certaines manifestations en véritables scènes de guérillas contre l’occupant indonésien. Cependant, la répression indonésienne est très dure.
Une date reste comme un exemple de ces répressions, tournant parfois au massacre, comme celui du cimetière de Santa Cruz le 12 novembre 1991, dans la ville de Dili. L'Indonésie arrête, condamne, crée des camps d’occupation vers d’autres îles, voire torture et exécute. Cette mise en place volontaire de la terreur a pour objectif de provoquer l'exode des populations vers le Timor occidental, qui est détenu par l’Indonésie.
Selon plusieurs sources internationales, il y a eu entre 200 000 et 300 000 morts ou disparus Timorais du fait des répressions indonésiennes dans les années 1980, soit entre 1/4 et 1/3 de la population de l'époque, un déclin démographique comparable à celui vécu au Cambodge sous Pol Pot.
La position de l’ONU quant au conflit timorais est hésitante. À partir de 1982, l’ONU ne considère plus le Portugal comme État administrant du Timor oriental, mais la région du Timor oriental elle-même. Cette distinction rend le Timor oriental responsable de son incapacité à s’émanciper de l’Indonésie, aux yeux de l’ONU.
Néanmoins, face à la montée des protestations populaires toujours plus sanglantes, Jakarta et le FRETILIN tentent de trouver des accords entre 1990 et 1993 pour s’orienter vers l’autodétermination, en vain. Face à cette incapacité d’entente et face au risque de guerre civile, l’ONU force petit-à-petit l’Indonésie à admettre l’autodétermination timoraise.
Pour cela, le Portugal est de nouveau reconnu comme puissance administrante de la région, et le Portugal et l’Indonésie, ainsi que des membres de l’ONU se réunissent à Lisbonne le 27 février 1999 pour définir une possible indépendance de la région.

### Accession à l'Indépendance (1999-2002)

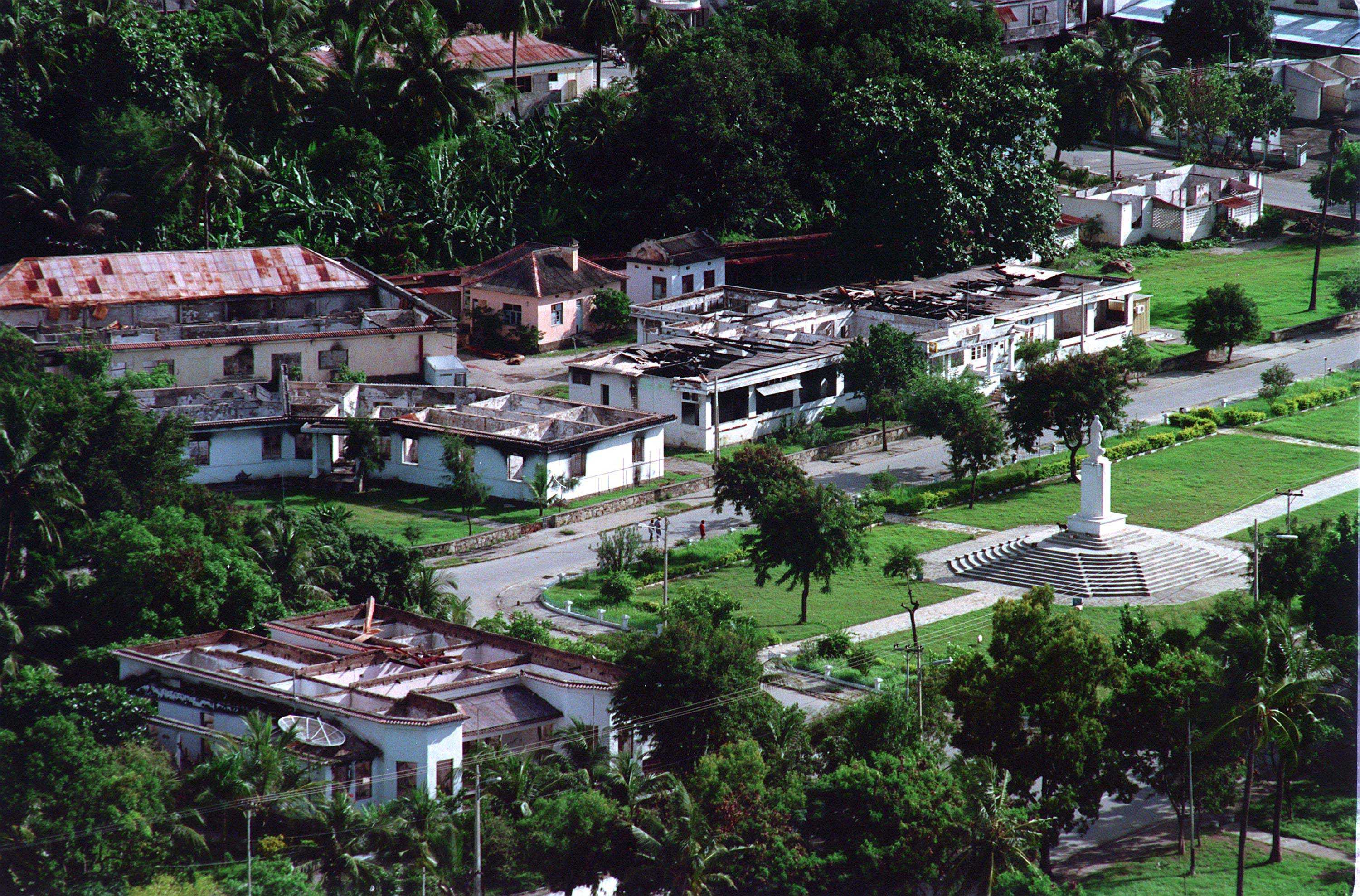
Vue aérienne de destructions à Dili.

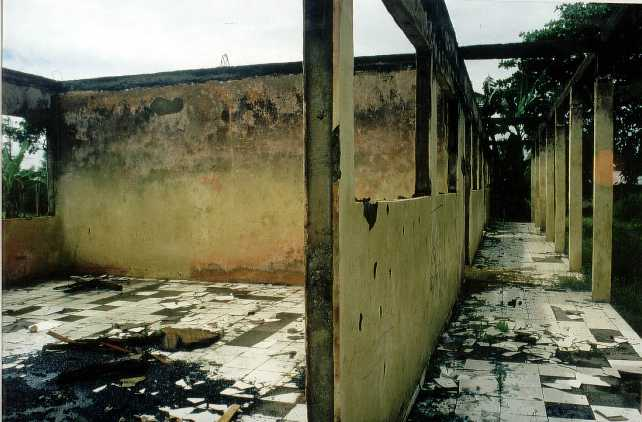
École incendiée à Wecian.

Le 11 mars 1999, ne voulant pas revivre les difficultés vécues en ex-Yougoslavie, l’ONU agit rapidement avec des mesures fortes. Ce jour-là, le secrétaire général des Nations unies annonce un plan d'autonomie du Timor oriental qui sera mis en place d’ici à la fin du mois d’avril 1999, ainsi que la mise en place d’un scrutin direct pour juillet 1999. L’ONU souhaite que les Timorais décident de leur propre sort durant ce vote. Le terme « référendum » n’est pas employé, bien trop insultant pour les Indonésiens, mais les Timorais auront à choisir entre une auto-détermination en dépendance avec l’Indonésie, ou bien une réelle indépendance.
Durant le printemps précédant le vote, la violence explose au Timor oriental.
Les indépendantistes demandent alors du renfort avec une politique de maintien de la paix militarisé onusien. Les répressions sont en effet de plus en plus fortes de la part des milices indonésiennes. Des actes de sabotage et de terrorisme sont volontairement effectués dans les mois précédant les élections pour effrayer la population. On juge que 60 000 personnes sont déplacées vers le Timor occidental durant ce printemps de 1999. Les personnels de l’ONU présents dans la région sont même attaqués.
Finalement, l’ONU arrive à calmer la situation, et les actes de terreur de la part de l’Indonésie jouent finalement contre l’occupant puisque les résultats du vote sont sans appel : 98,4 % de 430 000 inscrits ont voté. 78,5 % ont voté pour l'indépendance et 21,5 % pour l'autonomie en dépendance avec l’Indonésie.
Après le vote, éclate la crise timoraise de 1999, où l’Indonésie s’en prend à la population timoraise et la région assiste à une recrudescence de la violence.
L’ONU condamne cette violence provoquée par Jakarta, mais hésite à intervenir. En effet, il n’y a pas de forces de maintien de la paix envoyées par l’ONU, comme souhaité par le Portugal et le Canada. L’ONU, face au risque de véto de la Chine dans un Conseil de sécurité, souhaite intervenir en collaboration avec Jakarta. Des alliés de l’Indonésie, tels que l'Australie, soutiennent finalement l’intervention onusienne, et l’Indonésie se résout à céder la région du Timor oriental.
Afin d’aider le jeune État du Timor oriental à se stabiliser et se développer, l’ONU met en place une administration transitoire, qui opère jusqu'au 31 décembre 2001. Cette administration transitoire permet au Timor oriental d’établir, une gouvernance et une administration publique avec 500 fonctionnaires rémunérés par l’ONU. D’un point de vue sécuritaire, l’ONU établit 1 640 policiers dans la région pendant deux ans, ainsi que 8 950 casques bleus.
Le Timor oriental rejoint ensuite l’ONU en 2002, à la fin de la période de transition.

## Politique et administration

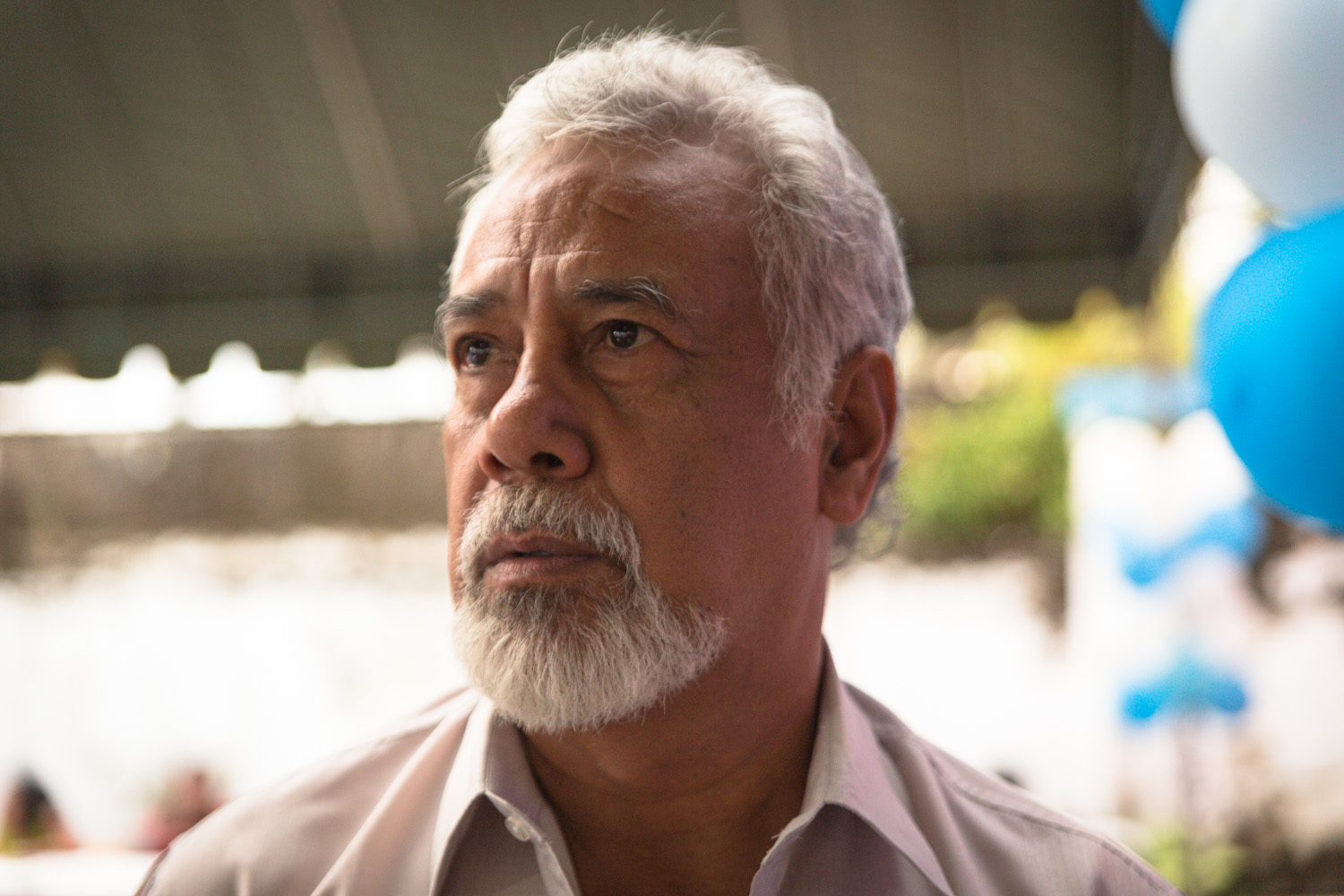
Le Premier ministre Xanana Gusmão (2016).

Le président de la république démocratique du Timor oriental est élu au suffrage universel pour un mandat de cinq ans. Son rôle est largement symbolique, même s'il lui est possible de mettre un veto à certaines lois que le parlement ne peut contourner que par un vote à la majorité des deux tiers. À la suite des élections législatives, le président nomme comme Premier ministre le chef du parti majoritaire de la coalition principale. En tant que chef de gouvernement, le Premier ministre préside le Conseil des ministres.
Le parlement national (Parlamento Nacional) est unicaméral, ses membres sont élus pour cinq ans au suffrage universel. Le nombre de députés peut varier entre 52 et 65, bien qu'exceptionnellement il en ait compté jusqu'à 88, comme lors de sa première législature, en 2005.
La Constitution du Timor oriental a été construite sur le modèle de celle du Portugal. Du fait de son indépendance récente de l'Indonésie en 2002, le pays est toujours en train de construire son administration et ses institutions gouvernementales. Il lui faut notamment construire tous les bâtiments administratifs dans la capitale, Dili, qui connaît aussi un phénomène de métropolisation. Le ministère des Finances construit récemment domine la ville de sa silhouette vitrée.

### Subdivisions

Les municipalités du Timor oriental.

Le Timor oriental est subdivisé en 14 municipalités administratives, :
- Aileu
- Ainaro
- Atauro
- Baucau
- Bobonaro
- Cova Lima
- Dili
- Ermera
- Lautém
- Liquiçá
- Manatuto
- Manufahi
- Oecusse
- Viqueque.

## Démographie

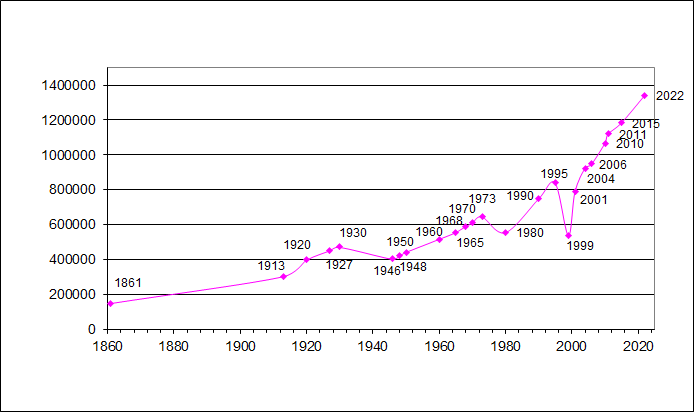
Évolution de la population du Timor oriental entre 1861 et 2010.

Les effets de l'invasion indonésienne de 1975 et des événements de 1999 ayant mené à l'indépendance sont bien visibles sur la courbe d'évolution de la population.
La mortalité reste élevée, avec une pauvreté généralisée, et des maladies toujours très présentes, comme la tuberculose, la malaria, la dengue.
Les rares colons Portugais blancs, dont certains vivaient dans la colonie depuis des générations, furent expulsés par l'Indonésie, entre 1976 et 1980. Certains partirent pour l'Australie et la Nouvelle-Zélande, et le reste, au Portugal. Les métis furent autorisés à rester par l'administration Indonésienne, s'ils n'étaient pas pro-Portugais. En 1975, ils représentaient 3 % de la population.

### Religions

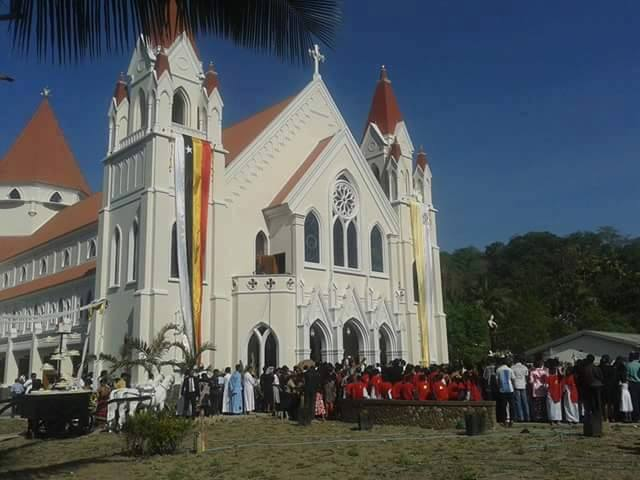
Église de Imaculada Conceição Viqueque.

Le Timor oriental est l'un des deux seuls pays à dominante catholique en Asie, avec les Philippines. La province indonésienne voisine des petites îles de la Sonde orientales est également à dominante catholique.
La composition religieuse du Timor oriental est la suivante : catholicisme (97 %), islam (1 %), protestantisme (1 %), autres (1 %).

### Langues

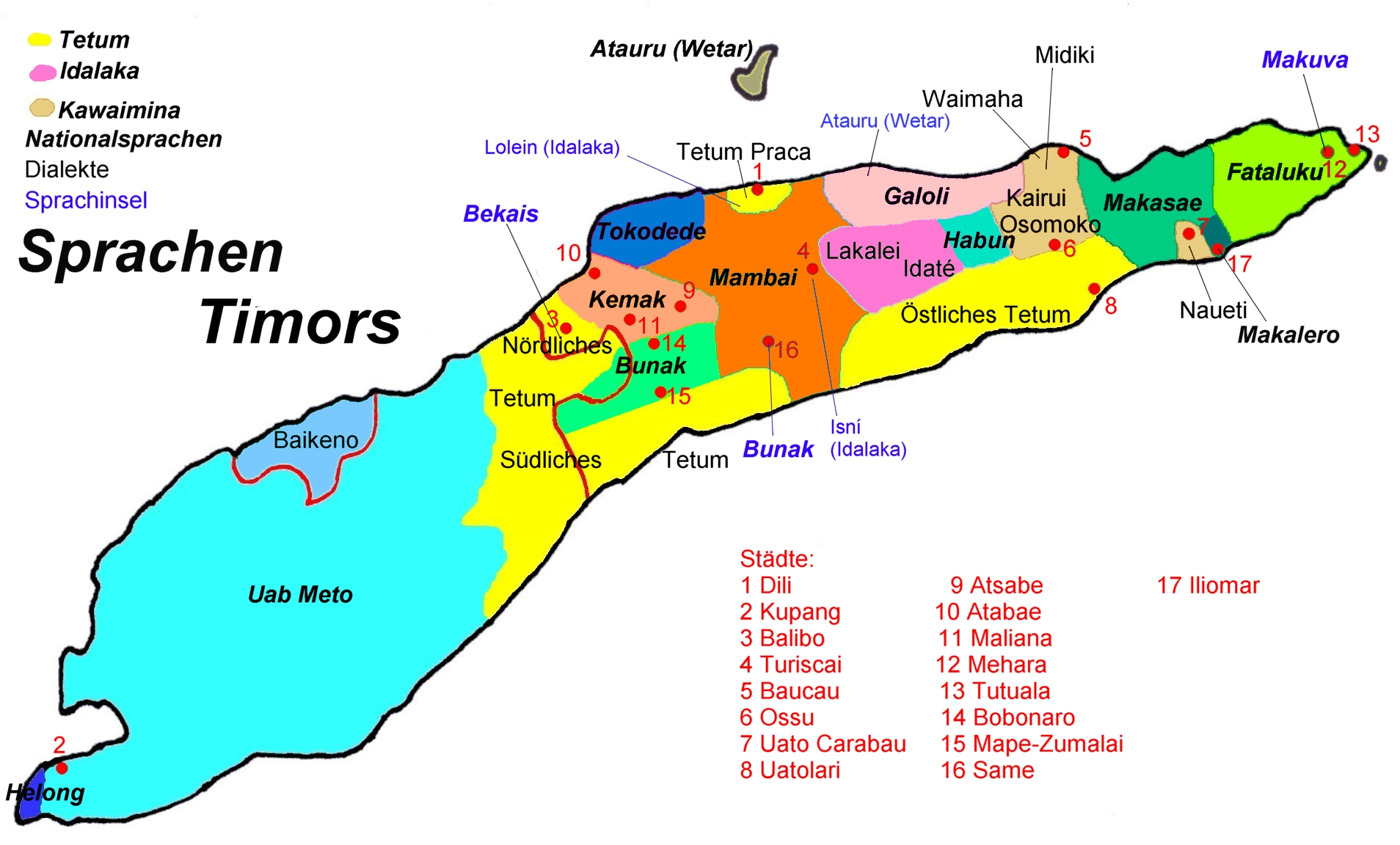
Carte linguistique de Timor.

Le tétoum et le portugais ont le statut de langue officielle. L'anglais et l'indonésien ont le statut constitutionnel de « langues de travail ».
La constitution timoraise reconnaît par ailleurs officiellement d'autres langues, dont :
- le galoli, le habu, le kemak (en), le mambai, qui appartiennent au même sous-groupe « central » que le tétoum[43] ;
- le fataluku, le bunak (en), le makasai, qui appartiennent à la famille dite « trans-Nouvelle-Guinée » des langues papoues, parlées dans l'est du pays[44].

Les langues locales de Timor appartiennent à deux familles distinctes :
- Le sous-groupe dit « central » du groupe « central-oriental » de la branche malayo-polynésienne des langues austronésiennes,
- La famille dite des « langues Trans-Nouvelle-Guinée » des langues papoues.

Le recensement de 2010 a révélé que les langues maternelles les plus couramment parlées étaient le tetum prasa (36,6 %), le mambai (12,5 %), le makasai (9,7 %), le tetum terik (6,0 %), le baïkenu (5,9 %), Kemak (5,9 %), Bunak (5,3 %), Tokodede (3,7 %) et Fataluku (3,6 %). Les autres langues autochtones représentaient 10,9 %.
Sous la domination indonésienne, l'utilisation du portugais était interdite et punie de peine de mort, seul l'indonésien était autorisé à être utilisé dans les bureaux du gouvernement, les écoles et les entreprises publiques. Pendant l'occupation indonésienne, le tétoum et le portugais constituaient un important élément d'unification et d'opposition pour le peuple timorais face à la culture javanaise. Le portugais a été adopté comme l'une des deux langues officielles lors de l'indépendance en 2002 pour cette raison et aussi comme lien avec les nations lusophones dans le monde. Il est maintenant enseigné et promu avec l'aide du Brésil, du Portugal et de la Communauté des pays de langue portugaise.
Selon l'observatoire de la langue portugaise en 2012, le taux d'alphabétisation au Timor oriental était de 77,8 % en Tetum, de 55,6 % en indonésien et de 39,3 % en portugais. En 2006, seuls 5 % de la population savaient parler et écrire en portugais selon le rapport sur le développement des Nations unies. Le portugais se rétablit car il est maintenant devenu la principale langue officielle du Timor et est enseigné dans la plupart des écoles. Le Timor oriental est membre de la Communauté des pays de langue portugaise (également connu sous le nom de Commonwealth lusophone[Selon qui ?]) et de l'Union latine. Cependant, le Timor oriental est très isolé des autres nations lusophones, dont le Brésil, et sa population a une faible minorité de voyageurs. L'Australie est le pays le plus proche pour les migrations économiques, ce qui favorise l'usage de l'anglais.
On estime que l'anglais est compris par 31,4 % de la population.

## Éducation
L'université nationale du Timor oriental est la principale université du pays. Il existe également quatre collèges.
Depuis l’indépendance en 2002, l’indonésien et le tétoum ont perdu du terrain en tant que langue d’enseignement, tandis que le portugais a augmenté : en 2001, 8,4 % seulement des élèves du primaire et 6,8 % des élèves du secondaire fréquentaient une école de langue portugaise ; en 2005, ce pourcentage est passé à 81,6 % pour le primaire et à 46,3 % pour le secondaire.

## Économie
Le Timor oriental est souvent qualifié de « pays le plus pauvre d'Asie », tant en termes de produit national brut global (1,595 milliard de dollars en 2020, selon le FMI) que de PNB par habitant (1 210 $/hab.). Cela dit, ces valeurs correspondent à un PNB non pétrolier. Si l'on inclut les hydrocarbures, le PNB par habitant du Timor oriental est estimé à 1790 dollars par an en 2022 par le FMI. L'économie est encore en phase de reconstruction à la suite des destructions liées à l'occupation et surtout la période d'accession à l'indépendance : environ 70 % des infrastructures du pays furent détruites par les troupes indonésiennes et les milices associées avant leur départ en 1999.

70 % des emplois sont concentrés dans l'agriculture, qui produit 43 % de la richesse nationale. L'industrie est faiblement développée (textile, transformation du café), et n'emploie que 5 % des travailleurs, pour 17 % du PNB. Le reste de l'activité se situe dans l'industrie des services, regroupés essentiellement dans et autour de la capitale. Environ 50 % de la population était au chômage en 2002 (cela inclut le sous-emploi), tandis que 42 % des Timorais vivent au-dessous du seuil de pauvreté. Les licences d'exploitation des réserves pétrolières offshore fournissent déjà près de 50 millions de dollars par an et représentent 55 % du PNB du Timor. Un conflit oppose le Timor oriental à l'Australie sur les frontières maritimes (Timor Gap) et l'exploitation des réserves de la mer de Timor.

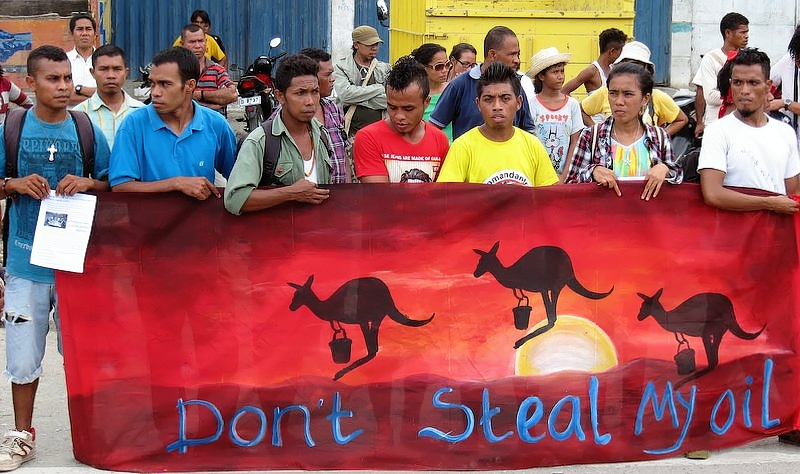
Manifestation contre le contrat d'exploitation du pétrole avec l'Australie (2013).

### Café
Le café a un poids économique considérable dans l’économie du Timor oriental depuis le dernier tiers du XIXe siècle. Ce sont les Portugais qui, durant la colonisation, ont souhaité développer cette économie au Timor Oriental, notamment à la fin du XIXe siècle.
On remarque que depuis les années 1850, les exportations de café ont augmenté dans la part totale des produits exportés par la région, avec près de trois quarts des exportations au début du XXIe siècle. De même, on juge que sur environ 150 000 familles présentes au Timor Oriental au début du XXIe siècle, 40 000 familles en tirent des revenus. À savoir, 25 000 pour lesquelles le café représente l’essentiel de leurs revenus, et 15 000 pour lesquelles le café représente un revenu complémentaire. Tout cela n’inclue que les ouvriers agricoles, et exclue les centaines d’emplois existants au Timor Oriental, du fait du traitement du café, de son conditionnement ou encore de sa commercialisation.
Cependant, les exportations, bien qu’en évolution, ne sont pas constantes d’une année à une autre, et cela impacte profondément l’économie du café timorais. Avec la grande dépression de la fin du XIXe siècle, le café timorais perd en demande européenne. Les guerres et occupations de la première partie du XXe siècle font évoluer les exportations d’une année à une autre, parfois même les arrêtent, comme durant la Seconde Guerre mondiale. En 1975, lors de l’indépendance vis-à-vis du Portugal et du début de la colonisation indonésienne, le Timor Oriental exporte environ 5 000 tonnes de café par an, ce qui est encore très peu par rapport aux autres pays de la région. Par faute de mauvaise commercialisation, les exportations chutent de nouveau durant les conflits avec l’Indonésie dans les années 1980. Ce n’est que depuis le milieu des années 1990 que les exportations ne connaissent pas de franches interruptions, comme cela a pu être le cas par le passé. Néanmoins, la quantité reste faible avec seulement 10 000 tonnes par an au début des années 2000. À titre de comparaison, l’Indonésie fait exporter environ 515 000 tonnes de café par an, dont 45 000 depuis le Timor Occidental, partie Ouest de l’île du Timor.
Bien que faible dans la comparaison avec ses voisins, le café représente un secteur économique non-négligeable pour le Timor Oriental, avec près de sept entreprises présentes sur l’île depuis l’indépendance de 2002. Néanmoins, aucune d’elles n’est 100 % timoraise.
Concernant les manières de faire du café, elles sont quasi identiques. En effet, la très grande majorité des entreprises basées au Timor Oriental utilisent le café en parches sèches.
La CCT (Cooperativa Café Timor), mise en place par un organisme américain en 2000 afin de réhabiliter l’économie caféière du pays joue aujourd’hui un rôle social important. La Cooperativa est un important employeur, puisqu’elle possède par exemple des caféières de premier rang dans les villes de Ermera, Letefoho, Liquica, Aileu et Maubisse. La CTT est aujourd’hui importante parce que tandis qu’avant des grandes plantations coloniales pouvaient être détenues par quelques familles, aujourd’hui le café timorais est produit par de petits producteurs, à 90 % des cas propriétaires de leurs terres. La coopérative intervient dans cette nécessité d’établir un lien entre ces producteurs indépendants éclatés, selon la Banque Mondiale, en 1 000 familles au sein des districts de Bobonaro, d’Ermera, de Liquica, de Manufahi et d’Ainaro.
« Le Timor Oriental produit un café arabica de qualité. Si l’on excepte les hydrocarbures, ce dernier représentait près de 90 % des exportations timorais à la fin des années 2000, ce qui rend le pays dépendant des cours mondiaux ».

### Énergies fossiles
Dans les années 1960, sous l’impulsion du Portugal, le Timor Oriental découvre des réserves de pétrole. L’exploitation est alors très limitée, à cause du manque de moyens, notamment économiques, mais le potentiel semble alors à ce moment important pour la région. Ce potentiel important a par ailleurs été un facteur déterminant dans l’invasion du pays par l’Indonésie en décembre 1975.
Depuis son indépendance en 2002, l’exploitation est assurée par l’Australie, qui en est propriétaire, et qui reverse tout de même une part des revenus à l’État du Timor Oriental. En effet, bien que le café soit essentiel dans les exportations en termes de volume, les extractions de pétrole et de gaz permises par les exploitations australiennes représentent entre 80 et 90 % des revenus étatiques du Timor Oriental chaque année. Cette exploitation pétrolière, qui lui permet pour l’instant son indépendance d’un point de vue économique, n’est pas éternelle. Dans la prise de conscience de cette économie éphémère, l’État timorais a mis en place en 2010 un grand projet d’infrastructures censé traiter le gaz et le pétrole provenant de ses champs d’hydrocarbures. De ce projet est né le Tasi Mane, sur le littoral sud du pays. Un projet d’une envergure inégalée dans l’histoire du pays, en termes d’investissements, de revenus espérés et d’emplois créés, dans un pays toujours composé à plus de 80 % de la population considérée comme vivant à la campagne.
Les investissements attendus dans l'extraction des hydrocarbures restent toutefois en 2023 un espoir de développement économique. Les montants prévus, qui sont estimés à 18 milliards d'euros, sont destinés à de nouveaux projets d'exploitation de 141 milliards de m3 de gaz naturel et de 226 millions de barils de pétrole. Le gouvernement cherche des financements auprès de l'Australie sans cacher que des prises de participations chinoises sont possibles.

### Tourisme
Le Timor oriental a, depuis son indépendance de 2002, voulu développer le tourisme.
Cependant, le tourisme initialement prévu était un tourisme mené par les communautés locales, prônant tout ce qui peut être « durable », d’un point de vue économique comme culturel. Depuis surtout les années 2010, les gouvernements qui se succèdent à la tête du pays délaissent cet aspect, estimant que les revenus créés n’étaient pas assez importants. Alors, le pays prévoit la mise en place de stations balnéaires, afin de développer le secteur et d'en faire un moteur économique préponderant pour le jour où le gaz et le pétrole ne fourniront plus les revenus élevés recueillis depuis l’indépendance de 2002. Le débat du tourisme au Timor oriental est donc une réelle question de société entre l’aspect économique d’un côté, et l’aspect culturel de l’autre.

## Culture

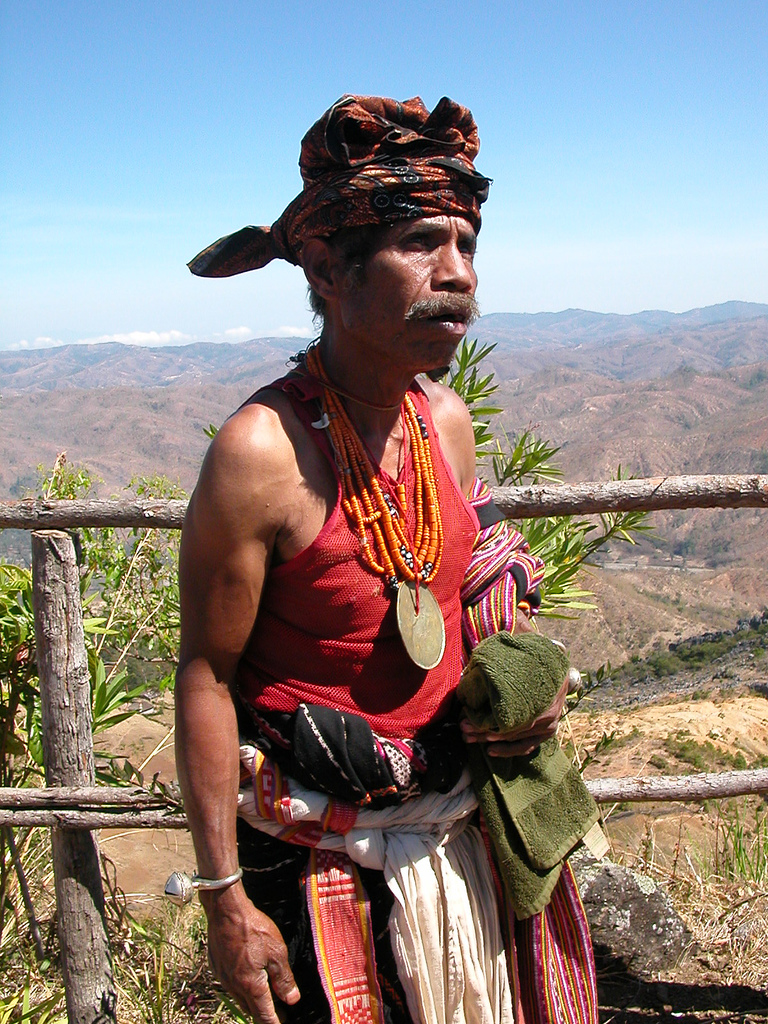
Un Timorais dans ses vêtements traditionnels.

Les jours fériés du Timor oriental reprennent les principales fêtes catholiques et les principaux événements de la lutte pour l'indépendance.
| Date         | Nom français                              | Nom local en portugais              | Remarques |
| ------------ | ----------------------------------------- | ----------------------------------- | --- |
| 1er janvier  | Jour de l'an                              | Ano Novo                            | |
| mobile       | Jeudi saint                               |                                     | |
| mobile       | Vendredi saint                            | Sexta-Feira Santa                   | |
| mobile       | Pâques                                    | Páscoa                              | |
| 1er mai      | Fête du Travail                           |                                     | |
| 20 mai       | Fête de l'indépendance                    | Independência                       | Acquise le 20 mai 2002 |
| mobile       | Fête-Dieu                                 |                                     | |
| 15 août      | Assomption de Marie                       | Assunção                            | |
| 30 août      | Jour de la Constitution                   | Consulta                            | |
| 20 septembre | Fête de la libération                     | Libertação                          | |
| 1er novembre | Toussaint                                 | Todos-os-Santos                     | |
| 12 novembre  | Fête de Santa Cruz                        | Santa Cruz                          | Commémore le massacre du cimetière Santa Cruz, le 12 novembre 1991                                                                                     |
| 28 novembre  | Jour de la proclamation de l'indépendance | Dia da Proclamação da Independência | Commémoration de la déclaration unilatérale de l'indépendance menant à la création de la république démocratique du Timor oriental le 28 novembre 1975 |
| 8 décembre   | Immaculée conception                      | Imaculada Conceição                 | |
| 25 décembre  | Noël                                      | Natal                               | |